# Sainte-Honorine-la-Chardonne

Sainte-Honorine-la-Chardonne este o comună în departamentul Orne, Franța. În 1 ianuarie 2022 avea o populație de 681 de locuitori.